# Rezz
Isabelle Rezazadeh, mais conhecida como REZZ (Ucrânia, 28 de março de 1995) é uma DJ e produtora ucraniana-canadense radicada nas Cataratas do Niágara, Canadá. Ela lançou seu primeiro EP, Insurrection, em 2015 pela gravadora OWSLA. Em 2016, ela assinou com a gravadora de Deadmau5, chamada Mau5trap, e lançou os singles The Silence, Deafening e Something Wrong Here.

## Infância
De descendência Persa-Ucraniana, Razazadeh nasceu na Ucrânia e foi criada pela sua mãe ucraniana e seu pai iraniano, se mudando para o Canadá ainda criança, aos 8 anos de idade. Enquanto frequentava o ensino médio, ela trabalhou no Hard Rock Cafe, nas Cataratas do Niágara.
Rezz começou a tocar profissionalmente como Dj aos 16 anos de idade, tocando música de outros artistas, até que foi profundamente inspirada a produzir suas próprias músicas após um show do Deadmau5. Até que Skrillex a notou e lhe enviou uma mensagem pelo Twitter.

## Carreira

### 2015-2016
Em 2015, Razazadeh começou a produzir suas músicas em seu laptop em sua casa nas Cataratas do Niagara, Ontário, e fez o upload delas na plataforma SoundCloud. Pouco tempo  depois, a artista lançou seu EP Insurrection pela NEST, sub-label da gravadora OWSLA, em 20 de julho de 2015. Mais tarde naquele ano, ela lançou seu single Serenity pela gravadora Mau5trap, e a faixa foi adicionada no VA We Are Friends Vol. 4, do produtor Deadmau5.
Em 2016, Rezz anunciou o lançamento de seu primeiro EP The Silence is Deafening, também pelo selo Mau5trap, sendo lançado no dia 22 de janeiro daquele ano. Mais tarde ainda em 2016, ela soltou um segundo EP pela gravadora, chamado Something Wrong Here, sendo lançado dia 7 de outubro de 2016. O EP alcançou a posição 19 no ranking da Billboard pelo gênero Dance.

### 2017-2018
Em 2017, a gravadora Mau5trap anunciou o lançamento do primeiro álbum da artista REZZ, chamado Mass Manipulation. Em 7 de julho de 2017, um video musical foi lançado para a faixa Relax, com o intuito de promover o lançamento do álbum. Mass Manipulation foi lançado oficialmente no dia 4 de agosto de 2017 na versão streaming e dia 6 de outubro na versão vinyl.
O seu trabalho Mass Manipulation foi nomeado como melhor álbum do ano de 2018, pela Juno Awards.
No dia 1 de junho de 2018, Razazadeh anunciou seu segundo álbum, intitulado Certain Kind of Magic. A faixa principal Witching Hour, foi lançada no dia 4 de junho, anterior ao lançamento do álbum por completo. O álbum foi lançado no dia 3 de agosto de 2018 pela gravadora Mau5trap.

### 2018-presente
Em 14 de maio de 2019, Rezz anunciou em seu Twitter que seu EP Beyond the Senses seria lançado em 24 de julho. Ela soltou o single Dark Age no dia seguinte ao anúncio. No dia 12 de junho, a artista soltou uma faixa em colaboração com a banda americana Underoath, intitulada Falling. O lançamento contou com um vídeo musical oficial no mesmo dia e uma versão online de VR (Realidade Virtual) pela WaveVR, em formato de festa virtual, para que as pessoas pudessem ouvir umas com as outras e interagirem entre sí.
REZZ foi citada no documentário de 2020 Underplayed, e se apresentou no lançamento oficial do filme no Festival Internacional de Cinema de Toronto, no Canadá. Em 2021, REZZ e Deadmau5 lançaram uma faixa em colaboração chamada Hypnocurrency.
Em 2020, Rezz levou mais uma vez  o Juno Award de álbum eletrônico do ano por seu trabalho em Beyond The Senses, lançado em 2019.
A artista fez uma participação no festival Secret Sky 2021, e foi anunciada logo depois como atração do festival.

## Discografia

### Álbuns
| Título                | Informação                                                                              | Melhor posição em tabelas | Melhor posição em tabelas | Melhor posição em tabelas |
| Título                | Informação                                                                              | US Dance                  | US Heat                   | US Ind.                   |
| --------------------- | --------------------------------------------------------------------------------------- | ------------------------- | ------------------------- | ------------------------- |
| Mass Manipulation     | - Lançamento: 4 de agosto de 2017 - Gravadora: Mau5trap - Formatos: CD, Download, Vinyl | 16                        | 14                        | 30                        |
| Certain Kind of Magic | - Lançamento: 3 de agosto de 2018 - Gravadora: Mau5trap - Formatos: Download, Vinyl     | 12                        | 8                         | 19                        |

### Extended Plays (EP)
| Título                                                                   | Informação                                                                              | Tabelas  |
| Título                                                                   | Informação                                                                              | US Dance |
| ------------------------------------------------------------------------ | --------------------------------------------------------------------------------------- | -------- |
| Insurrection                                                             | - Lançamento: 20 de julho 2015 - Gravadoras: OWSLA / NEST HQ - Formatos: Download       | —        |
| The Silence is Deafening                                                 | - Lançamento: 22 de janeiro de 2016 - Gravadora: Mau5trap - Formatos: Download          | —        |
| Something Wrong Here                                                     | - Lançamento: 7 de outubro de 2016 - Gravadora: Mau5trap - Formatos: Download           | 18       |
| Beyond the Senses                                                        | - Lançamento: 24 de julho de 2019 - Gravadora: Independente - Formatos: Download, Vinyl | —        |
| "—" corresponde a faixas que não pontuaram em nenhum ranking ou tabelas. |                                                                                         |          |

### Singles
| Título                                                                   | Ano  | Melhor posição em tabelas | Álbum                 |
| Título                                                                   | Ano  | NZ Hot                    | Álbum                 |
| ------------------------------------------------------------------------ | ---- | ------------------------- | --------------------- |
| "Alien" (com Raito)                                                      | 2016 | —                         | —                     |
| "Fourth Impact" (com K?d)                                                | 2017 | —                         | —                     |
| "Psycho" (com Isqa)                                                      | 2017 | —                         | —                     |
| "I"                                                                      | 2017 | —                         | —                     |
| "Silent Hill"                                                            | 2017 | —                         | —                     |
| "Relax"                                                                  | 2017 | —                         | Mass Manipulation     |
| "Diluted Brains"                                                         | 2017 | —                         | Mass Manipulation     |
| "Premonition" (com Knodis)                                               | 2017 | —                         | Mass Manipulation     |
| "Drugs!" (com 13)                                                        | 2017 | —                         | Mass Manipulation     |
| "Witching Hour"                                                          | 2018 | —                         | Certain Kind of Magic |
| "Hex" (with 1788-L)                                                      | 2018 | —                         | Certain Kind of Magic |
| "Flying Octopus"                                                         | 2018 | —                         | Certain Kind of Magic |
| "Mixed Signals" (with Blanke)                                            | 2018 | —                         | —                     |
| "Dark Age"                                                               | 2019 | —                         | Beyond the Senses     |
| "Falling" (featuring Underoath)                                          | 2019 | —                         | Beyond the Senses     |
| "Kiss of Death" (with Deathpact)                                         | 2019 | —                         | Beyond the Senses     |
| "Criminals" (with Malaa)                                                 | 2019 | —                         | —                     |
| "Hell on Earth" (with Yultron)                                           | 2019 | —                         | —                     |
| "Into the Abyss" (with Zeds Dead)                                        | 2020 | —                         | —                     |
| "Someone Else" (com Grabbitz)                                            | 2020 | —                         | —                     |
| "Orbit"                                                                  | 2020 | —                         | —                     |
| "Sacrificial" (featuring Pvris)                                          | 2021 | —                         | —                     |
| "Hypnocurrency" (with Deadmau5)                                          | 2021 | 35                        | —                     |
| "Taste of You" (featuring Dove Cameron)                                  | 2021 | —                         | —                     |
| "—" corresponde a faixas que não pontuaram em nenhum ranking ou tabelas. |      |                           |                       |

### Remixes
| Título                 | Ano  | Composição original por             | Álbum             |
| ---------------------- | ---- | ----------------------------------- | ----------------- |
| "This Is the New Shit" | 2015 | Marilyn Manson                      | Non-album remixes |
| "Conquistador"         | 2015 | Jean-Michel Jarre and Gesaffelstein | Non-album remixes |
| "Without a Trace"      | 2016 | Kill the Noise                      | Non-album remixes |
| "Slip"                 | 2016 | Deadmau5                            | Non-album remixes |
| "Clear"                | 2017 | No Mana and Zashanell               | Non-album remixes |
| "I Could Be Anything"  | 2018 | The Glitch Mob (featuring Elohim)   | Non-album remixes |
| "Divinity"             | 2018 | Porter Robinson                     | Non-album remixes |
| "Violence"             | 2020 | Grimes and I_o                      | Non-album remixes |

### Vídeos musicais
| Título                          | Year | Diretor(es)                     | Álbum                 |
| ------------------------------- | ---- | ------------------------------- | --------------------- |
| "Paranoid"                      | 2016 | Alison Honey                    | Something Wrong Here  |
| "Relax"                         | 2017 | Tyler Hynes                     | Mass Manipulation     |
| "Premonition" (with knodis)     | 2017 | Luis Colindres                  | Mass Manipulation     |
| "Flying Octopus"                | 2018 | Aoífe Doyle and Stefan Grambart | Certain Kind of Magic |
| "Falling" (Featuring Underøath) | 2019 | Colin G. Cooper                 | Beyond the Senses     |

## Prêmios e Nomeações

### Juno Awards
| Ano  | Prêmio      | Categoria                         | Trabalho                             | Resultado | Nota   |
| ---- | ----------- | --------------------------------- | ------------------------------------ | --------- | ------ |
| 2018 | Juno Awards | Melhor Album de Música Eletrônica | Mass Manipulation (studio album)     | Venceu    |        |
| 2019 | Juno Awards | Melhor Album de Música Eletrônica | Certain Kind of Magic (studio album) | Indicado  | [ 53 ] |
| 2020 | Juno Awards | Melhor Álbum de Música Eletrônica | Beyond the senses                    | Venceu    | [ 26 ] |

## Ligações Externas
- «Sítio oficial»